# Healer
Healer (en hangul, 힐러; romanización revisada, Hilleo) es una serie de televisión surcoreana emitida entre 2014 y 2015, protagonizada por Ji Chang-wook, Park Min-young y Yoo Ji-tae. Fue trasmitida por KBS 2TV desde el 8 de diciembre de 2014 hasta el 10 de febrero de 2015, con una longitud de 20 episodios al aire las noches de los días lunes y martes a las 22:00 (KST).

## Argumento
La forma en que se relaciona un evento ocurrido 20 años atrás con tres personas que aparentan no tener nada en común, hace que las vidas de Kim Moon-ho, un popular reportero para un conglomerado mediático muy importante. Chae Young-shin que trabaja como reportera para un diario en línea de segunda categoría dedicado a publicar noticias sensacionalistas de celebridades.
Mientras que Seo Jung-hoo es un misterioso mensajero conocido por el pseudónimo Healer (Sanador). Cuando estas tres personas se encuentren, se embarcarán en una insólita travesía para descubrir qué sucedió años atrás mientras un grupo de amigos operaba una radio emisora ilegal, e intentarán ayudar a la gente afectada por el evento.

## Reparto

### Personajes principales
- Ji Chang-wook como Seo Jung-hoo.
  - Park Si-jin como Jung-hoo (joven).
  - Choi Jung-hoo como Jung-hoo (niño).
- Park Min-young como Chae Young-shin / Oh Ji-an.
  - Kim So-yeon como Young-shin (joven).
  - Koo Geon-min como Ji-an (niña).
- Yoo Ji-tae como Kim Moon-ho.
  - Kim Seung-chan como Kim Moon-ho (joven).

### Personajes secundarios
Cercanos a Jung-hoo
- Kim Mi-kyung como Cho Min-ja.
- Tae Mi como Kang Dae-yong.
- Oh Kwang-rok como Ki Young-jae.
  - Choi Dong-koo como Young-jae (joven).
- Lee Kyung-shim como la madre de Jung-hoo.
- Ji Il-joo como Seo Joon-seok.

Cercanos a Young-shin
- Park Sang-myun como Chae Chi-soo.
- Woo Hyun como Cheol Min.
- Park Won-sang como Jang Byung-se.[4]
- Choi Seung-kyung como Yeo Ki-ja.
- Kim Jin-hee como Noh Sun-jae.
- Kim Dong-kyoo como Park Chan-young.

Cercanos a Moon-ho
- Park Sang-won como Kim Moon-shik.
  - Son Seung-won como Moon-shik (joven).
- Do Ji-won como Choi Myung-hee.
  - Jung Hye-jin como Myung-hee (joven).
- Woo Hee-jin como Kang Min-jae.
- Jang Sung-beom como Lee Jong-soo.
- Jung Kyoo-soo como el secretario Oh.

### Otros personajes
- Park Sang-wook como Bae Sang-so.
- Hong Seung-jin como Yo Yo.
- Lee Kyoo-ho como Yong Shik.
- Cho Han-cheol como Yoon Dong-won.
- Lee Moon-sik como Ko Sung-cheol.
- Kim Ri-na como Joo Yeon-hee.
- Yeo Ho-min como Cha Hyung-sa.
- Choi Jong-won como Park Jung-dae.
- Cho Young-jin como Kim Eui-chan.
- Nam Hee-seok como Michelle.
- Jung Hae-kyun como Hwang Jae-kook.
- Jeon Hye-bin como Kim Jae-yoon.
- Wang Bit-na como Oh Sun-jung.
- Choi Jung-won como Lee Joon-bin.
- Park Dae-kyoo.

## Recepción

### Audiencia
En azul la audiencia más baja y en rojo la más alta, correspondientes a las empresas medidoras TNms y AGB Nielsen.
| Ep. #    | Fecha de estreno        | Share        | Share        | Share       | Share       |
| Ep. #    | Fecha de estreno        | TNmS Ratings | TNmS Ratings | AGB Nielsen | AGB Nielsen |
| Ep. #    | Fecha de estreno        | Nacional     | Seúl         | Nacional    | Seúl        |
| -------- | ----------------------- | ------------ | ------------ | ----------- | ----------- |
| 1        | 8 de diciembre de 2014  | 6.9 %        | 7.5 %        | 7.8 %       | 8.3 %       |
| 2        | 9 de diciembre de 2014  | 7.6 %        | 8.8 %        | 7.9 %       | 8.4 %       |
| 3        | 15 de diciembre de 2014 | 5.7 %        | 6.3 %        | 7.2 %       | 7.6 %       |
| 4        | 16 de diciembre de 2014 | 5.9 %        | 6.4 %        | 7.4 %       | 8.0 %       |
| 5        | 22 de diciembre de 2014 | 7.0 %        | 7.4 %        | 8.8 %       | 9.8 %       |
| 6        | 23 de diciembre de 2014 | 7.1 %        | 7.6 %        | 7.7 %       | 8.0 %       |
| 7        | 29 de diciembre de 2014 | 6.9 %        | 7.8 %        | 7.8 %       | 8.9 %       |
| 8        | 30 de diciembre de 2014 | 8.4 %        | 9.4 %        | 8.6 %       | 9.2 %       |
| 9        | 5 de enero de 2015      | 7.6 %        | 7.8 %        | 8.2 %       | 8.9 %       |
| 10       | 6 de enero de 2015      | 8.2 %        | 9.5 %        | 9.2 %       | 10.0 %      |
| 11       | 12 de enero de 2015     | 7.4 %        | 8.8 %        | 9.4 %       | 10.8 %      |
| 12       | 13 de enero de 2015     | 8.7 %        | 10.1 %       | 9.1 %       | 9.8 %       |
| 13       | 19 de enero de 2015     | 9.0 %        | 9.7 %        | 10.3 %      | 11.3 %      |
| 14       | 20 de enero de 2015     | 9.4 %        | 10.6 %       | 9.7 %       | 10.4 %      |
| 15       | 26 de enero de 2015     | 7.7 %        | 8.2 %        | 8.7 %       | 9.2 %       |
| 16       | 27 de enero de 2015     | 8.5 %        | 9.6 %        | 8.9 %       | 9.2 %       |
| 17       | 2 de febrero de 2015    | 7.1 %        | 7.7 %        | 8.5 %       | 9.3 %       |
| 18       | 3 de febrero de 2015    | 7.3 %        | 8.4 %        | 9.1 %       | 9.6 %       |
| 19       | 9 de febrero de 2015    | 6.9 %        | 7.8 %        | 7.9 %       | 7.7 %       |
| 20       | 10 de febrero de 2015   | 8.1 %        | 8.6 %        | 9.0 %       | 9.1 %       |
| Promedio | Promedio                | 7.6 %        | 8.4 %        | 8.6 %       | 9.2 %       |

## Producción

### Emisión internacional
- Filipinas: GMA Network.
- Hong Kong: Drama Channel.
- Israel: Viva Plus.
- Taiwán: GTV.
- Chile: ETC TV.
- Perú: Willax Televisión (2018,2019)

### Adaptaciones
En junio de 2021 se anunció que la serie sería convertida en un webtoon.